# Bioeletricidade
A bioeletricidade, o biomagnetismo, ou de forma geral o bioeletromagnetismo são hoje nomenclaturas utilizadas para referir-se aos fenômenos elétricos, magnéticos ou eletromagnéticos quando ocorrem no âmbito dos organismos vivos. Frente ao conhecimento moderno, "bioeletromagnetismo" em nada acrescenta conceitualmente ao eletromagnetismo estudado primariamente em Física, a não ser o fato de que enfoca-se a manifestação de tais fenômenos em sistemas biológicos. O bioeletromagnetismo rege-se por tal exatamente pelas mesmas regras do eletromagnetismo.
O termo bioeletricidade atrela-se usualmente aos potenciais eléctricos e correntes eléctricas que são produzidos ou que ocorrem em organismos vivos. Os potenciais são gerados por uma diversidade de processos biológicos.
A existência de diferença de potencial elétrico através das membranas de todas as células do corpo é verificada cientificamente, e algumas células como as do sistema nervoso (neurais) se especializaram de forma a constituírem sistemas cuja função central é a de disparar, propagar e processar impulsos elétricos. Os sistemas nervosos dos animais, estruturados principalmenente por neurônios, constituem per facto intrincados circuitos elétricos.
Nos mecanismos fisico-químicos que levam às diferenças de potencial elétrico através das membrana os íons mais importantes e quase sempre envolvidos são: Na+, K+ e Cl-; e entre os processos indispensáveis ao metabolismo celular podem-se destacar a bomba de sódio potássio; que regula a concentração intracelular dos correlatos íons; e o potencial de ação, responsável por disparar o mecanismo de propagação de impulsos elétricos no interior das células (com destaque para as nervosas).

## Contexto histórico
No século XVIII, o médico e físico italiano Luigi Galvani registrou o fenômeno no qual as pernas de uma rã contraíam-se quando solicitadas por fontes de eletricidade estática. Galvani não reconheceu a identidade entre a eletricidade estática e o que à época denominou "eletricidade animal" como causa para o fenômeno, pois per facto a definição atual de eletricidade estática não era à época estabelecida, sendo tal identidade apenas posteriormente identificada.
Luigi e muitos de seus contemporâneos consideravam que a ativação dos músculo da rã - e dos demais seres vivos - era resultando de uma substância fluída que percorria os nervos, a "eletricidade animal"; hipótese que pode-se em princípio entender como uma literal definição de "bioeletricidade". Não tardou para que a "eletricidade animal", para Galvani produzida pela própria musculatura da rã mesmo depois de morta, fosse proposta como o fluido vital responsável por animar a matéria bruta (vitalismo).
Para o físico também italiano Alessandro Volta, contemporâneo a Galvani, a eletricidade que fazia a perna da rã mover-se era contudo "metálica", uma espécie de "eletricidade química" de origem externa ao tecido biológico, hipótese que veio a se confirmar mais tarde com o advento da pilha elétrica.
O advento da pilha elétrica, impulsionado pela acalorada contenda entre Volta e Galvani acerca da natureza da "bioeletricidade", representa um marco na história do eletromagnetismo frequentemente celebrado mesmo hoje em dia: pela primeira vez dispunha-se de uma fonte constante de eletricidade capaz de permitir o seu estudo detalhado.
É na época que desenrola-se a contenda entre Volta e Galvani que escreve-se a clássica obra de Mary Shelley, "Frankenstein".
No paradigma científico atual, o conceito de bioeletricidade confunde-se com exatidão ao conceito de eletricidade descrito em qualquer livro de física; expressando em acréscimo, quando muito, apenas o fato de os fenômenos elétricos em consideração darem-se atrelados à processos que se classificam como biológicos. As ideias de uma "eletricidade animal" distinta e de um "fluido vital" vão-se há tempos na história da ciência.

## Bioeletricidade
A eletricidade é um processo natural inerente a todo e qualquer sistema material, sendo a interação elétrica a interação central para se estabelecer a estrutura da matéria conforme hoje concebida. Todas as reações químicas, incluso as bioquímicas, são explicadas mediante a interação eletrônica dos átomos, moléculas ou íons.
Nos organismos vivos todas as células operam sob tal princípio; contudo células especiais no cérebro e em todo o corpo são melhor compreendidas apenas mediante explicitação direta de seu comportamento elétrico. As percepções de estímulos ambientais ligam-se diretamente a mecanismos biológicos de conversão de sinais estimulantes em impulsos elétricos reconhecíveis pelos sistemas do organismo. Cada padrão da luz, som, calor, dor, cada contração muscular dos dedos, cada pensamento, traduz-se em uma seqüência de pulsos elétricos codificado, armazenado e interpretado no sistema nervoso central dos organismo superiores.
Os processos elétricos que promovem esta comunicação entre as células ocorrem em uma solução, com as substâncias e elementos necessários dissolvidos na água. Quando uma substância como o sal (NaCl) se dissolve em água, ela deixa de existir como uma entidade neutra e se dissocia em íons (no caso do sal, ele se dissocia no cátion sódio, Na+, e no ânion cloreto, Cl-). Os átomos ou mesmo moléculas podem igualmente perder ou ganhar elétrons, tornando-se também íons .
Os íons possuem cargas elétricas positivas e negativas, e o movimento destes íons carregados dentro e fora da célula viva implicam movimento de cargas elétricas. Focando-se no neurônio mas podendo-se igualmente estender o raciocínio às demais células corporais, as organelas de uma célula neuronal encontram-se imersas no citoplasma, fluido aquoso encerrado pela membrana plasmática, no qual diluem-se várias substâncias, com destaque para moléculas protéicas e os íons de sais inorgânicos. Externamente, a célula é banhada também pelas substâncias diversas, entre elas as que alimentam a célula, criando condições para que essa possa realizar e manter seu metabolismo.
A habilidade das células nervosas em processar a informação elétrica depende das propriedades especiais da membrana celular, que controla o fluxo de substâncias entre o interior e o exterior da célula. Canais sobre a membrana permitem que certas substâncias e íons passem do meio interno para o meio externo da célula e vice-versa; alguns espontaneamente, outros sob imposição do mecanismo bioquímico atrelado ao canal. Os movimentos iônicos através dos canais são também influenciados pelo processo de osmose, promovendo a difusão das susbstâncias no meio aquoso. A membrana mostra-se assim, de forma ativa ou passiva, ou permeável, ou semipermeável ou impermeável a cada uma das substâncias em consideração.
O estudo destes mecanismos bioelétricos define a eletrofisiologia.

### Impulso nervoso

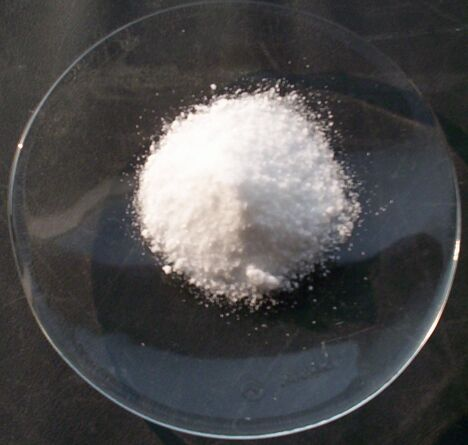
O cloreto de potássio adequadamente diluído, quando injetado no sistema sanguíneo, afeta diretamente as concentrações de íons tanto externa quanto internamente às células. O resultado é uma diminuição substancial do limiar de excitação necessário para se disparar um impulso nervoso (potencial de ação). Qualquer ruído elétrico externo torna-se capaz de dispará-lo, e o sistema nervoso afetado colapsa dada a sua hipersensibilidade.

Em um estado não excitado o neurônio (e demais células) mantém a concentração de íons sódio em seu interior mais baixa do que a concentração no meio externo, e a concentração de íons potássio interna maior do que a concentração em seu exterior; de tal forma que, quando não excitado, há uma diferença de potencial elétrico entre o interior e o exterior do neurônio, sendo o interior negativo em relação ao exterior em cerca de 70 milivolts. Ao receber um estímulo através de um neurotransmissor adequado nas regiões sinápticas, canais específicos na membrana neuronal subitamente se abrem; íons sódio adentram rapidamente a célula na região em questão e íons sódio a abandonam. As variações de concentração dos íons leva à uma inversão de polaridade entre o meio externo e a região interna nas proximidades do estímulo em valor que usualmente supera os +30 milivolts. Essa diferença de tensão mais alta do que 30mV - o potencial de ação - induz canais próprios subjacentes a também se abrirem, o que leva a uma onda de inversão de polaridade ao longo de toda a membrana celular (ao longo do axônio no caso do neurônio). O restabelecimento também rápido do potencial de repouso via mecanismo ativo da membrana (bomba de sódio potássio) faz com que, no global, um pulso elétrico de cerca de 30mV seja visto se propagando ao longo da extensão da membrana (e do axônio no caso do neurônio) em meio a regiões posterior e anterior caracterizadas por uma diferença de potencial de -70mv.
O biomagnetismo é o estudo dos campos magnéticos produzidos por sistemas biológicos, como o corpo humano. Inicialmente, a detecção do campo magnético do coração humano era limitada ao uso de bobinas de indução. Mas então foram introduzidos dispositivos supercondutores de interferência quântica (SQUIDs), que melhoraram muito a sensibilidade de detecção de campos magnéticos de baixa frequência nos órgãos do corpo. Campos magnéticos em vários órgãos foram descobertos e investigados usando o sistema SQUID dentro de uma câmara efetivamente protegida.
Os avanços tecnológicos ao longo dos anos permitiram o uso de sistemas SQUID fora de câmaras blindadas, tornando a pesquisa de biomagnetismo acessível a pesquisadores em uma ampla variedade de disciplinas. Esses avanços levaram a inúmeras descobertas e aplicações. O interesse no biomagnetismo está crescendo rapidamente, mas uma visão abrangente é necessária como uma introdução ao campo. É importante distinguir entre biomagnetismo (estudo dos campos magnéticos originados em sistemas biológicos) e magnetobiologia (estudo dos efeitos dos campos magnéticos nos organismos vivos).
Embora a maioria das pesquisas sobre biomagnetismo tenha se concentrado nos campos magnéticos produzidos pelo corpo humano, outras espécies também foram estudadas. O uso do campo magnético da Terra para a navegação de certos organismos é mencionado como um exemplo de magnetobiologia. No entanto, embora tenha sido observada a presença de partículas magnéticas em certos tecidos, ainda não é totalmente compreendido como esses organismos percebem os campos magnéticos. Outros efeitos magnetobiológicos estão sendo investigados, mas a pesquisa nesta área ainda está em seus estágios iniciais.
O estudo dos sistemas biológicos, especialmente dos campos magnéticos gerados no corpo humano, tem implicações importantes para diversos campos, como pesquisa biológica, medicina, fisiologia, psicologia e medicina ocupacional. Existem três fontes de campos biomagnéticos. Componentes magnéticos ou contaminantes no corpo, componentes moleculares que respondem a campos magnéticos aplicados e correntes associadas ao movimento de íons nos tecidos do corpo.
O biomagnetismo envolve a medição, análise e aplicação de campos elétricos e magnéticos produzidos por organismos vivos ou contaminantes magnéticos neles presentes. Os campos bioelétricos e biomagnéticos estão relacionados pelas equações de Maxwell, o que significa que, além dos campos bioelétricos, também existem campos bioeletromagnéticos. Esses campos geralmente são medidos juntos para fornecer informações complementares. O biomagnetismo tem uma variedade de aplicações, incluindo pesquisa biomédica, diagnósticos médicos, monitoramento de terapia medicamentosa e ressonância magnética. Os sinais biomagnéticos abrangem uma ampla faixa de frequência e podem ser detectados usando dispositivos supercondutores de interferência quântica (SQUIDs). Os SQUIDs são altamente sensíveis e amplamente utilizados em pesquisas e diagnósticos médicos, especialmente no cérebro humano.
As medidas biomagnéticas apresentam vantagens sobre as medidas elétricas em certos casos, como no estudo do fluxo de corrente contínua e na detecção de contaminação magnética nos pulmões e deposição de ferro no tecido hepático.

## Principais Desafios
O campo de medições biomagnéticas enfrenta o desafio de alcançar sensibilidade suficiente para detectar sinais fracos enquanto supera a interferência de variações muito maiores no campo magnético de fundo. Os sistemas SQUID evoluíram significativamente para enfrentar esse desafio usando bobinas de detecção configuradas com gradientes de primeira ou segunda ordem. Como o circuito de entrada e o próprio SQUID são feitos de supercondutores, essas partes devem ser mantidas resfriadas.
É difícil comparar diretamente a força de um campo magnético e o potencial produzido pelo mesmo processo no corpo. Essas medições variam muito de pessoa para pessoa, e as leituras de potencial dependem da colocação dos eletrodos na pele.
A implementação bem-sucedida do biomagnetismo em aplicações requer um sistema de instrumento integrado, o chamado biomagnetômetro. Esses sistemas incluem sensores de campo magnético, geralmente consistindo em grandes matrizes SQUID e aquisição automatizada de sinais e eletrônica de controle. Também requer componentes como equipamento criogênico para manter o sensor SQUID resfriado, hardware e software para cancelamento de ruído externo, aquisição de sinal, processamento e interpretação de dados e vários acessórios mecânicos controlados eletronicamente.
O resfriamento criogênico de SQUIDs é outro grande desafio, pois deve ser seguro, confiável, relativamente acessível e discreto para a equipe clínica. Atualmente, apenas resfriadores criogênicos mecânicos atendem a esses requisitos, mas ainda há desafios técnicos a serem superados. Se a engenharia criogênica for implementada com sucesso em todos os tipos de sistemas e se tornar amplamente disponível, os obstáculos para a introdução de sistemas e métodos biomagnéticos no cenário clínico serão significativamente reduzidos.
Outro desafio é suprimir os sinais ambientais (ruído) que são ordens de magnitude mais fortes do que as fontes biomagnéticas.

## Abordagens
Um dilema comum a praticamente todas as aplicações biomagnéticas é como lidar com os campos magnéticos muito fracos de fontes biomagnéticas e, ao mesmo tempo, lidar com o campo magnético variável da terra com força em torno de 50 µT e sinais de ruído gerados pelo ambiente humano. Este último pode ser até 12 ordens de grandeza mais forte que o campo magnético medido, atingindo valores comparáveis ao campo magnético da Terra. Existem três categorias principais de soluções para enfrentar esse desafio:
1. Blindagem magnética e eletromagnética passiva e ativa: Essa abordagem usa materiais e técnicas de blindagem para proteger as medições de campos indesejados. Os escudos magnéticos usam materiais com alta permeabilidade para desviar os campos magnéticos externos, enquanto os escudos eletromagnéticos usam materiais condutores para absorver e dissipar a interferência eletromagnética. Uma combinação de ambos pode ser necessária para resultados efetivos.
2. Gradiente magnético: Esta solução usa sensores de gradiente magnético para medir mudanças no campo magnético em diferentes posições. Essa abordagem permite a detecção e isolamento de sinais biomagnéticos, pois eles tendem a ter padrões espaciais diferentes em relação ao ruído ambiente. Sensores de gradiente podem distinguir entre mudanças na intensidade do campo, o que ajuda a distinguir entre sinais desejados e indesejados.
3. Filtragem de sinal, média e métodos matemáticos sofisticados de separação de sinais: Esta categoria usa técnicas de processamento de sinal para filtrar, calcular a média e separar o sinal de interesse dos sinais indesejados. Isso inclui a aplicação de filtros passa-faixa e rejeita-faixa para remover conteúdo de frequência indesejado, média de várias amostras para melhorar a relação sinal-ruído e uso de algoritmos matemáticos sofisticados para executar várias funções. Isso inclui isolar o sinal da fonte.

Na maioria dos casos, duas ou todas as três soluções acima devem ser combinadas para extrair um sinal útil com uma relação sinal-ruído satisfatório (SNR). Outras limitações, como força de sinal esperada, ambiente de ruído no local de medição e flexibilidade operacional necessária e custos associados devem ser considerados ao escolher uma abordagem.

## Blindagem
As técnicas de blindagem passiva normalmente usam uma sala blindada magneticamente e eletromagneticamente (MSR) que consiste em paredes compostas por camadas de mu-metal altamente condutor e alumínio. Esses MSRs podem atenuar o ruído externo por um fator que varia de pelo menos 100 vezes em torno de 0,1 Hz a mais de 105 acima de 100 Hz. Em frequências mais baixas, a blindagem ativa pode melhorar a eficácia da blindagem. Na blindagem ativa, o campo de ruído residual é detectado e compensado por uma grande bobina de quadratura com uma rede de realimentação negativa adequada. No entanto, MSRs eficientes tendem a ser caros, limitando a flexibilidade do uso de métodos biomagnéticos na prática clínica de rotina.
Uma possível solução para esse dilema é a aplicação de blindagem magnética local, conforme demonstrado em estudos recentes. Nesse caso, um escudo protetor cilíndrico é colocado ao redor do paciente e uma série de SQUIDs são usados para medir a atividade elétrica do coração. Essa abordagem nos permite manter o equipamento relativamente pequeno. No entanto, em um ambiente clínico, esse conceito pode não ser prático, pois os pacientes geralmente estão conectados a outros dispositivos móveis e propensos a instabilidade clínica ou claustrofobia.

## Gradiometria
Existem diferentes tipos de gradiômetros utilizados em sistemas biomagnéticos:
1. Bobinas de captação de sinal gradiométricas, isso pode ser de primeira ordem ou, em casos raros, de ordem superior. Essas bobinas podem ser fabricadas a partir de fio supercondutor enrolado axialmente (radialmente) ou fotolitograficamente em estruturas supercondutoras de filme fino multicamadas. A corrente induzida em bobinas conectadas em série é subtraída. Gradiômetros balanceados de primeira ordem eliminam 102-104 vezes o ruído normal (espacialmente uniforme) com até 106 correções de referência eletrônica. No entanto, o gradiente de ruído não deve ser subtraído.
2. Gradiômetros eletrônicos que subtraem, em hardware, sinais de dois ou mais magnetômetros separados. Esta solução tem sido usada em sistemas de alta temperatura crítica (Tc) porque o fio adequado de alta temperatura crítica (Tc) e as estruturas de filme fino multicamadas não estão disponíveis para a fabricação de bobinas de captação.
3. Gradiômetros de software de ordem superior (sintéticos), frequentemente, vários sensores de referência adicionais são usados mais longe da fonte. Para matrizes grandes também é possível construir um gradiômetro a partir de sensores selecionados na matriz.

É importante distinguir entre gradiômetros "reais" e gradiômetros adaptativos. Os gradiômetros adaptativos usam fatores de subtração variáveis que contêm informações sobre o gradiente a ser minimizado. Todos os gradiômetros são filtros espaciais que selecionam preferencialmente a fonte de sinal mais próxima. Portanto, sinais biomagnéticos medidos simultaneamente de fontes em diferentes posições em relação à bobina de detecção podem ser distorcidos. Essa distorção aumenta com a ordem do gradiômetro, o que pode dificultar a comparação dos dados coletados de sistemas com diferentes sensores gradiômetros.

## Bioeletromagnetismo e tecnologia
O bioeletromagnetismo é resultante da corrente elétrica variável produzidas entre outros pelos potenciais de ação ao longo das membranas celulares, e designa os campos eletromagnéticos por elas então gerados através do fenômeno de indução eletromagnética descritos via leis de Faraday e Ampère (ver equações de Maxwell). Em estrito designa a emissão de ondas eletromagnéticas pelos organismos vivos em virtude dos processos inerentes ao seu metabolismo.
Assim como a bioeletricidade, o bioeletromagnetismo é um aspecto comum a todos as sistemas vivos, incluindo plantas e animais, contudo destaca-se no âmbito dos sistemas nervosos dos animais por atrelar-se diretamente às estruturas cerebrais e aos processos inerentes a tais sistemas; e às pesquisas dos mesmos. É amplamente explorado em aparelhos que visam a explorar o funcionamento do córtex cerebral. Sensores eletromagnéticos atados à cabeça ou outras partes do corpo permitem a percepção dos sinais biologicamente gerados e o envio dos mesmos à computadores, que conseguem não apenas estabelecer as áreas biológicas sendo ou não ativadas por processos internos ou estímulos externos como também identificar, nos casos mais sofisticados, a natureza da informação sendo ali processada. Hoje, a partir de sensores eletromagnéticos conectados na parte posterior da cabeça (sobre o córtex visual) já se pode inclusive produzir, via sinais capitados, mesmo que em baixa definição, uma imagem eletrônica do que o paciente está a observar; algo equivalente a utilizar os olhos do observador em lugar de uma câmera eletrônica tradicionalmente conectada ao computador.
A compreensão de que o sistema nervoso dos animais, incluso o humano, é em essência um circuito elétrico tem permitido significativos avanços não apenas no estudo e compreensão do funcionamento destes sistemas mas também na área da biotecnologia, que volta-se à interação corpo-máquina. Capacetes especialmente construídos conseguem hoje induzir estados de consciência incomuns, a exemplo a indução de "experiência fora do corpo".  Olhos biônicos implantados em pessoas com deficiência ocular permitem hoje cegos voltarem a enxergar; membros amputados são substituídos por próteses que, conectadas aos nervos interrompidos, em pouco ficam a dever aos membros originais; computadores são comandados pelo pensamento, e até mesmo partes do cérebro humano (hipocampo) já podem ser substituídas por chips eletrônicos adequadamente projetados.

## Termos relacionados
Bioenergética designa o estudo das formas de energia e de suas inerconversões no âmbito relevante aos sistemas biológicos, aos organismos vivos. A Biodinâmica trabalha com os conceitos físicos envolvidos na motricidade inerente aos organismos.
Dentro do campo das ciências biomédicas, engenheiros biomédicos projetam e fazem uso de conceitos e teorias de circuitos eletrônicos contudo aplicando-os à biologia molecular, farmacologia, e fisiologia.  Nesta área e no âmbito da biotencologia, dadas as propriedades de suas membranas e à forma como respondem a estímulos bioquímicos, há os que comparem a célula a um transístor. O bioeletromagnetismo é também associado com os "circuitos" biológicos que determinam os biorrítmos e à cronobiologia. O biofeedback é usado em fisiologia, e a psicologia o utiliza para explicar ciclos rítmicos das características emotivas, mentais, físicas e também em uma técnica para ensinar o controle sobre estas funções bioelétricas.
Na biotecnologia busca-se levar ao extremo a interação homem máquina, o que tem permitido a construção de organismos biônicos, ciborgues,  e no âmbito da cibernética busca-se construir um autômato inteiramente eletromecânico, e em princípio último, à imagem e semelhança do seu genitor biológico, também pensante.